# 附加數學
附加數學（Additional Mathematics，簡稱附加數，A. Maths）是英國教育體系或英國普通教育文憑（GCE）中，包括香港、馬來西亞、新加坡、毛里求斯、英格蘭、蘇格蘭、威爾斯及北愛爾蘭，一門高等數學課程，目的是在提昇學生在中學的普通數學科之外的數學水平。

## 新加坡
在新加坡中学教育中，附加數學是選修科目，是針對在數學上有資質，且在普通(學術)源流或「快捷」源流裡的學生。此課程會比基礎數學更深入，有包括代數、二項式定理、平面幾何的證明、微分学及积分等。若學生想要接受A水準的H2數學及H2進階數學，需要先上過附加數學。沒有上過O水準附加數學的學生，之後會上H1數學。

## 香港
香港中學會考裡的附加數學包括三個主題：代數、微積分學及解析几何。代数會包括数学归纳法、二项式定理、一元二次方程、三角学、不等式、平面向量以及复数，微積分學裡包括极限、导数及积分。 
香港中學文憑考試裡的附加數學已改為香港中學文憑考試數學科延伸部分。有些內容（像是矩陣以及行列式）已在香港高級程度會考的純粹數學及應用數學裡，也會包括在內。

## 馬來西亞
在马来西亚中学裡，附加數學是中四和中五的選修科目，也包括在馬來西亞教育文憑考試裡。
理科的學生需要上附加數學，也是馬來西亞教育文憑考試的一部份。文科的學生則是選修科目。
馬來西亞的附加數學可以分為二個学习课程：主要课程包括幾何、代數、微积分、三角以及統計學，选修课程包括科學技術應用以及社會科學應用。